# R&B from the Marquee
R&B from the Marquee — дебютный студийный альбом британской группы Alexis Korner’s Blues Incorporated, вышедший в ноябре 1962 на лейбле Decca Records. По мнению многих музыкальных критиков, Alexis Korner's Blues Incorporated оказала огромное влияние на формирования британской музыки 1960-х годов.

## Об альбоме
Несмотря на название, этот альбом не является концертным и он был записан не в легендарном лондонском клубе Marquee, где в то время действительно часто выступала группа, а в лондонской студии компании Decca Records за один долгий рабочий день и фактически вживую. 
Звучание здесь в основном похоже на чикагский блюз конца 40-х — начала 50-х (в более поздние годы Blues Incorporated охватили более разнообразные направления музыки), группа играет с удивительной степенью аутентичности, но несколько жестче, чем любой настоящий чикагский блюз-коллектив. По словам известного музыкального критика Брюса Эдера (Bruce Eder), во время работы над этим альбомом Alexis Korner’s Blues Incorporated были на пике своей популярности, с лучшим и самым мощным составом, и никогда не были сильнее в плане вокала.

## Список композиций
| №  | Название                           | Автор(ы)                              | Главный вокал    | Длительность |
| -- | ---------------------------------- | ------------------------------------- | ---------------- | ------------ |
| 1. | «Gotta Move»                       | Alexis Korner                         |                  | 2:28         |
| 2. | «Rain is Such a Lonesome Sound»    | Jimmy Witherspoon, Rachel Witherspoon | Long John Baldry | 2:49         |
| 3. | «I Got My Brand on You»            | Willie Dixon                          | Cyril Davies     | 3:46         |
| 4. | «Spooky But Nice»                  | Davies                                |                  | 2:57         |
| 5. | «Keep Your Hands Off»              | Davies                                | Davies           | 2:28         |
| 6. | «I Wanna Put a Tiger in Your Tank» | Dixon                                 | Davies           | 2:52         |

| №   | Название                                    | Автор(ы)       | Главный вокал | Длительность |
| --- | ------------------------------------------- | -------------- | ------------- | ------------ |
| 7.  | «I Got My Mojo Working»                     | Preston Foster | Davies        | 3:09         |
| 8.  | «Finkle's Cafe»                             | Korner         |               | 2:44         |
| 9.  | «Hoochie Coochie»                           | Dixon          | Davies        | 3:02         |
| 10. | «Down Town»                                 | Korner         |               | 2:58         |
| 11. | «How Long, How Long Blues»                  | Leroy Carr     | Baldry        | 3:00         |
| 12. | «I Thought I Heard That Train Whistle Blow» | Baldry         | Baldry        | 2:18         |

## Участники записи
- Alexis Korner – гитара
- Cyril Davies – вокал (3,5,6,7,9), губная гармоника (везде кроме 6)
- Дик Хекстолл-Смит — тенор-саксофон (кроме 3), вокал в хоре (7)
- Keith Scott – фортепиано
- Spike Heatley – струнный бас (кроме 7)
- Graham Burbidge – ударные
- Long John Baldry – вокал (2,11,12), вокал в хоре (7)
- Teddy Wadmore – бас-гитара (7)
- Big Jim Sullivan – вокал в хоре (7)